# District de Dayuan
Le district de Dayuan (chinois traditionnel : 大園區 ; chinois simplifié : 大园区 ; pinyin : lúzhú qū ; zhuyin : ㄉㄚˋ ㄩㄢˊ ㄑㄩ), autrefois canton, est un district de la municipalité spéciale de Taoyuan, au nord de Taïwan.
Dayuan abritant l'aéroport international de Taiwan Taoyuan et la future aérotropole de Taoyuan.